# Rio Gurghiu
O Rio Gurghiu é um rio da Romênia, afluente do Rio Mureş, localizado no distrito de Mureş.